# Богданович Андрій Вікторович
Андрій Вікторович Богданович  (біл. Андрэй Багдановіч, 15 жовтня 1987) — білоруський веслувальник, олімпійський чемпіон.

## Виступи на Олімпіадах
| Олімпіада   | Дисципліна                | Місце |
| ----------- | ------------------------- | ----- |
| Пекін 2008  | каное-двійка, 500 метрів  | 4     |
| Пекін 2008  | каное-двійка, 1000 метрів | 1     |
| Лондон 2012 | каное-двійка, 1000 метрів | 2     |